# Verduguillo

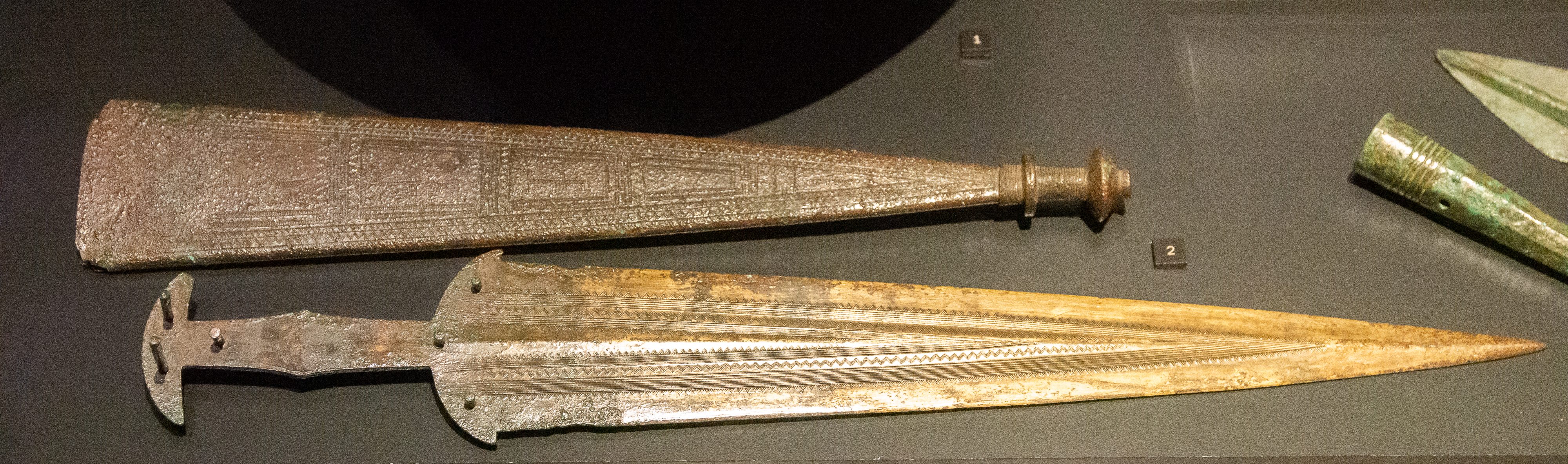
Espada etrusca con vaina

Verduguillo era una espada de hoja larga y estrecha, una especie de estoque angosto.
Hería de punta como el florete y el espadín.
En el mundo de la tauromaquia, el verduguillo es una espada que el torero utiliza para el descabello en el caso de que su estocada no haya sido eficaz.